# Norra Kuvetjärnen (Västra Fågelviks socken, Värmland)
Norra Kuvetjärnen är en sjö i Årjängs kommun i Värmland och ingår i Göta älvs huvudavrinningsområde.